# Tropiqua
Tropiqua is een subtropisch zwemparadijs in Veendam dat wordt geëxploiteerd door de Gemeente Veendam. Alhoewel de lettergreep 'qua' in het Nederlands als 'kwa' dient te worden uitgesproken, wordt Tropiqua door bijna iedereen die met het zwembad bekend is 'Tropieka' genoemd.

## Faciliteiten
Tropiqua beschikt over drie zwembaden. Het subtropische gedeelte omvat onder meer een sauna en een aantal bubbelbaden. Aan de achterzijde van het zwembad bevinden zich twee glijbanen die deels buiten langs het gebouw gaan. Verder bestaat het subtropische gedeelte uit een klein buitenbad en een speelveld.
Naast het subtropische gedeelte bevindt zich een 25 meter lang wedstrijdbad met 6 banen, dat geschikt is voor officiële zwemwedstrijden.

## Bubble Toernooi
Sinds 1975 wordt in Tropiqua elk jaar het Bubble Toernooi gehouden, met circa 750 deelnemers al jaren het grootste jeugdzwemtoernooi van Nederland.